# Ilex pseudomachilifolia
Ilex pseudomachilifolia är en järneksväxtart som beskrevs av Cheng Yih Wu och Y.R. Li. Ilex pseudomachilifolia ingår i släktet järnekar, och familjen järneksväxter. Inga underarter finns listade i Catalogue of Life.